# Jürgen Ebert (Bildhauer)

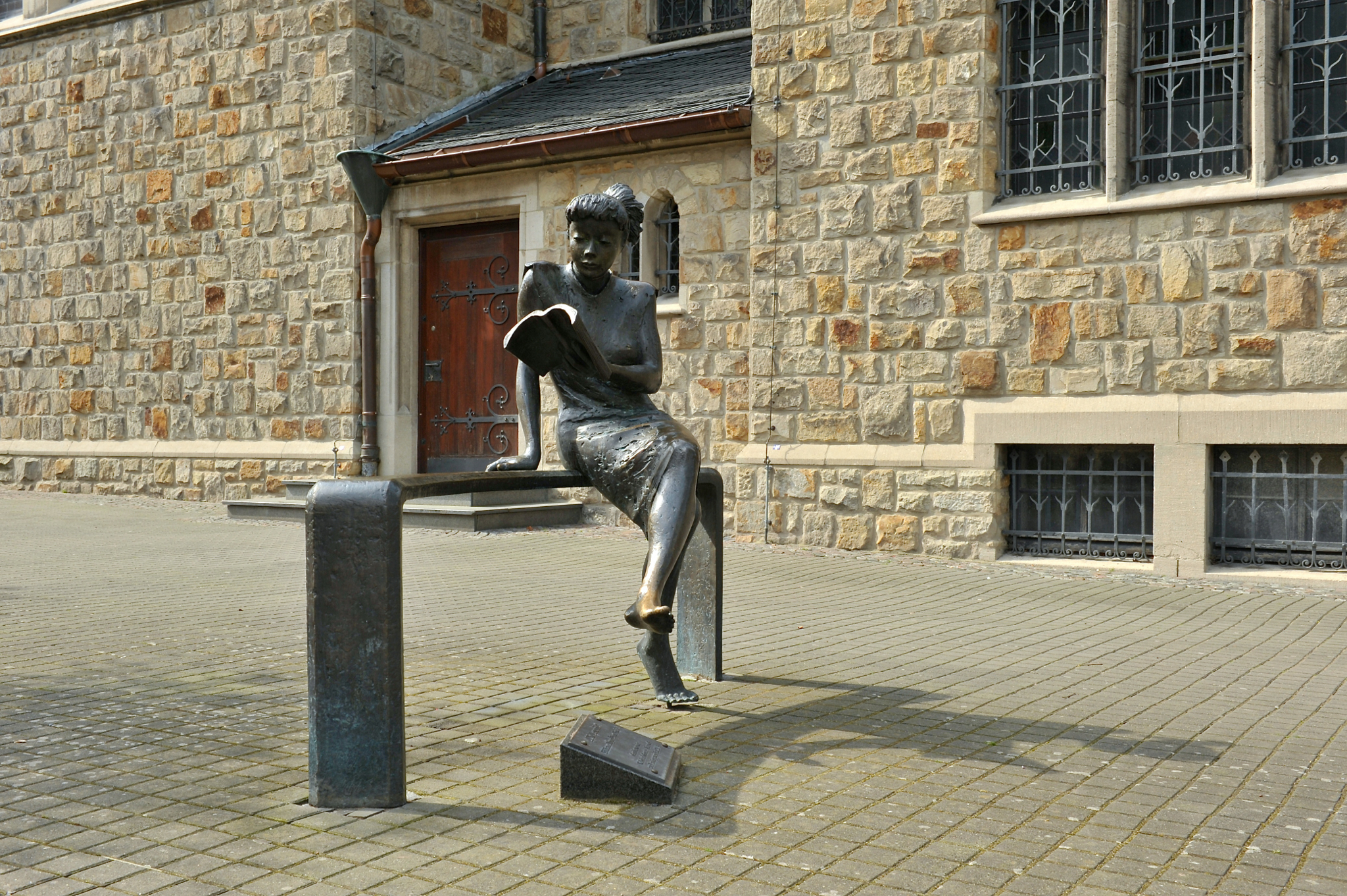
Skulptur in Gronau Die Lesende

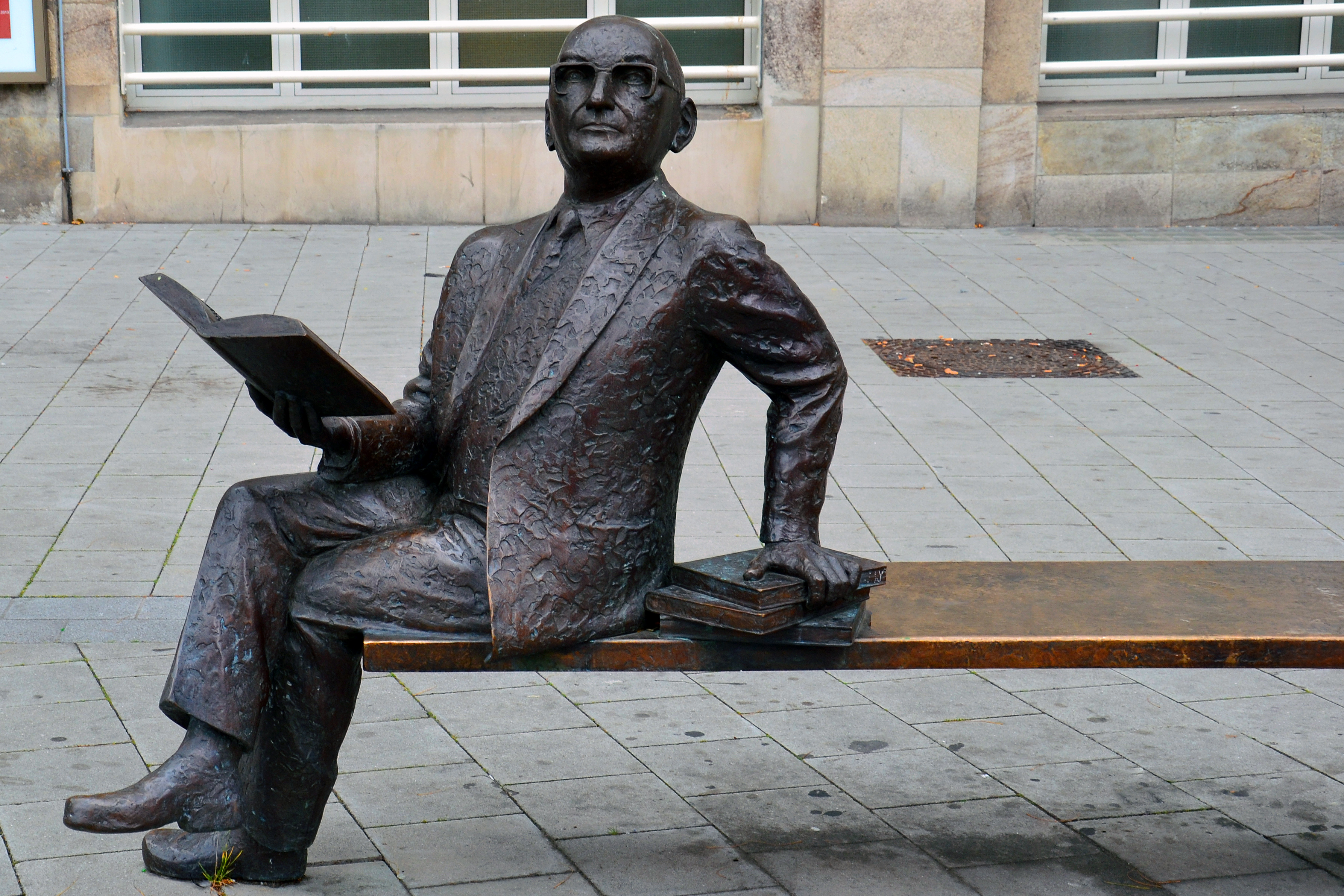
Skulptur Heinrich Reisner vor dem Haus der Technik in Essen

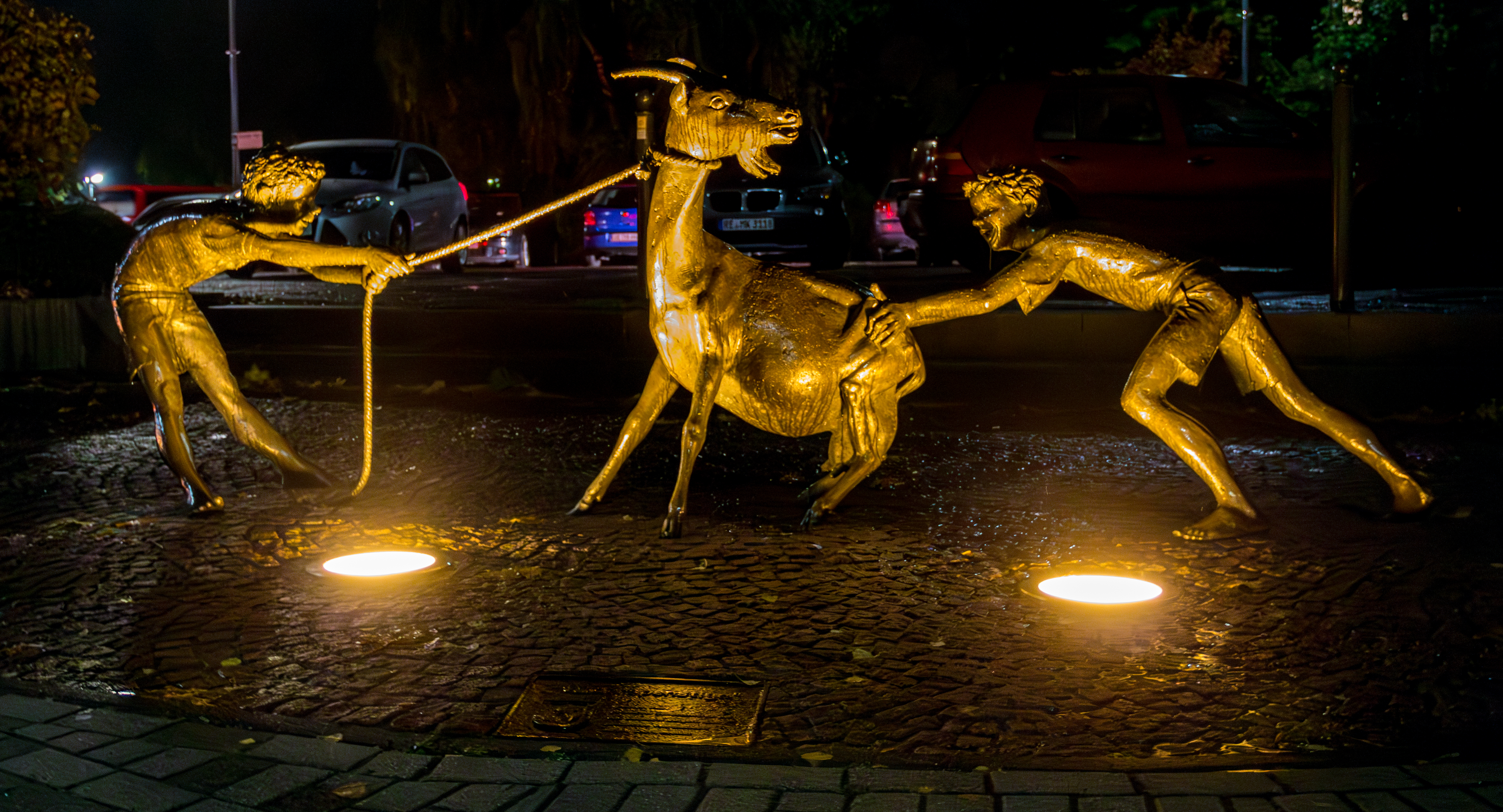
Skulptur Die Widerspenstige auf dem Nieströter Platz in Dülmen

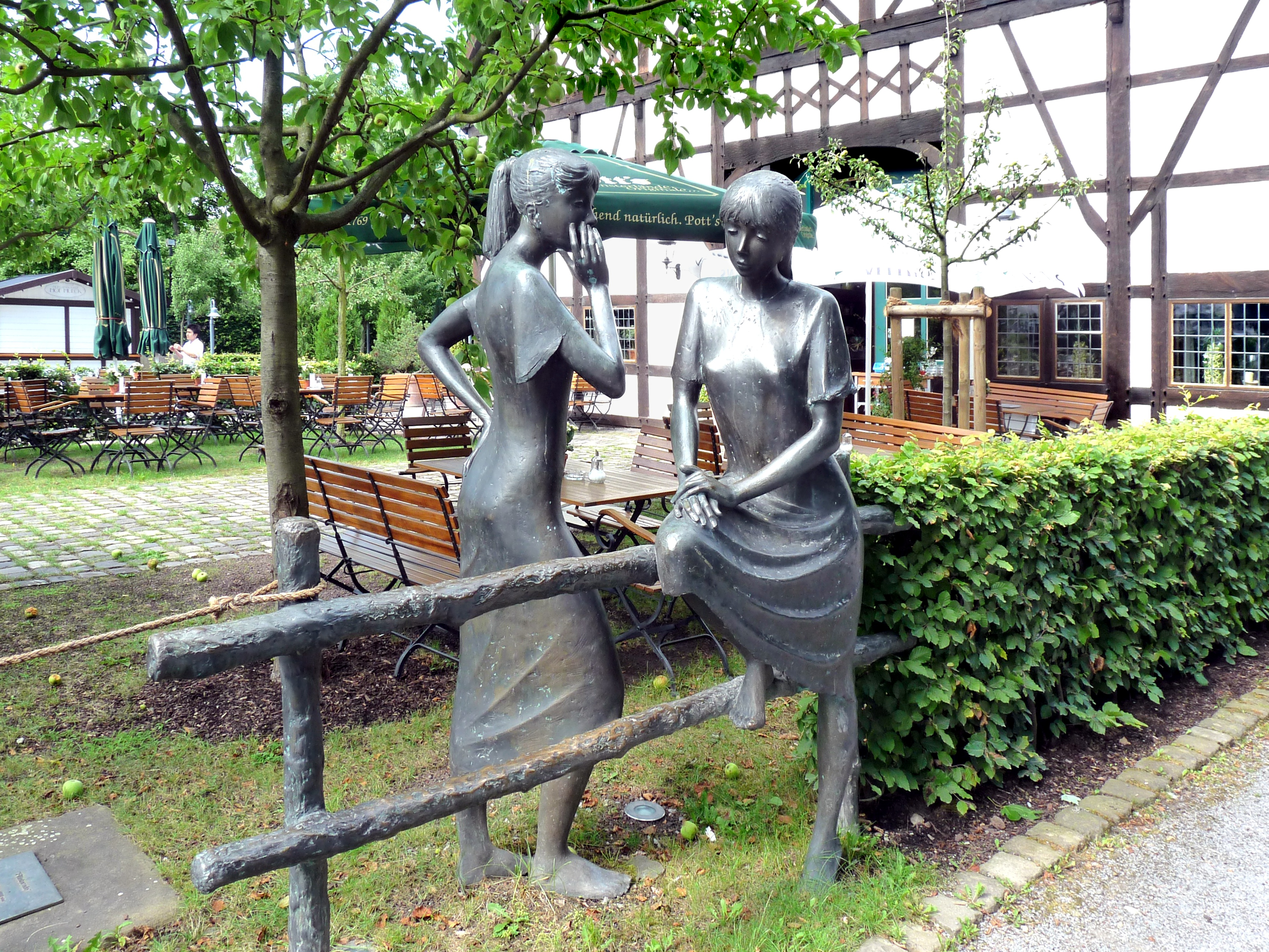
Skulptur Die Flüsternden vor dem Hof Hueck in Bad Sassendorf

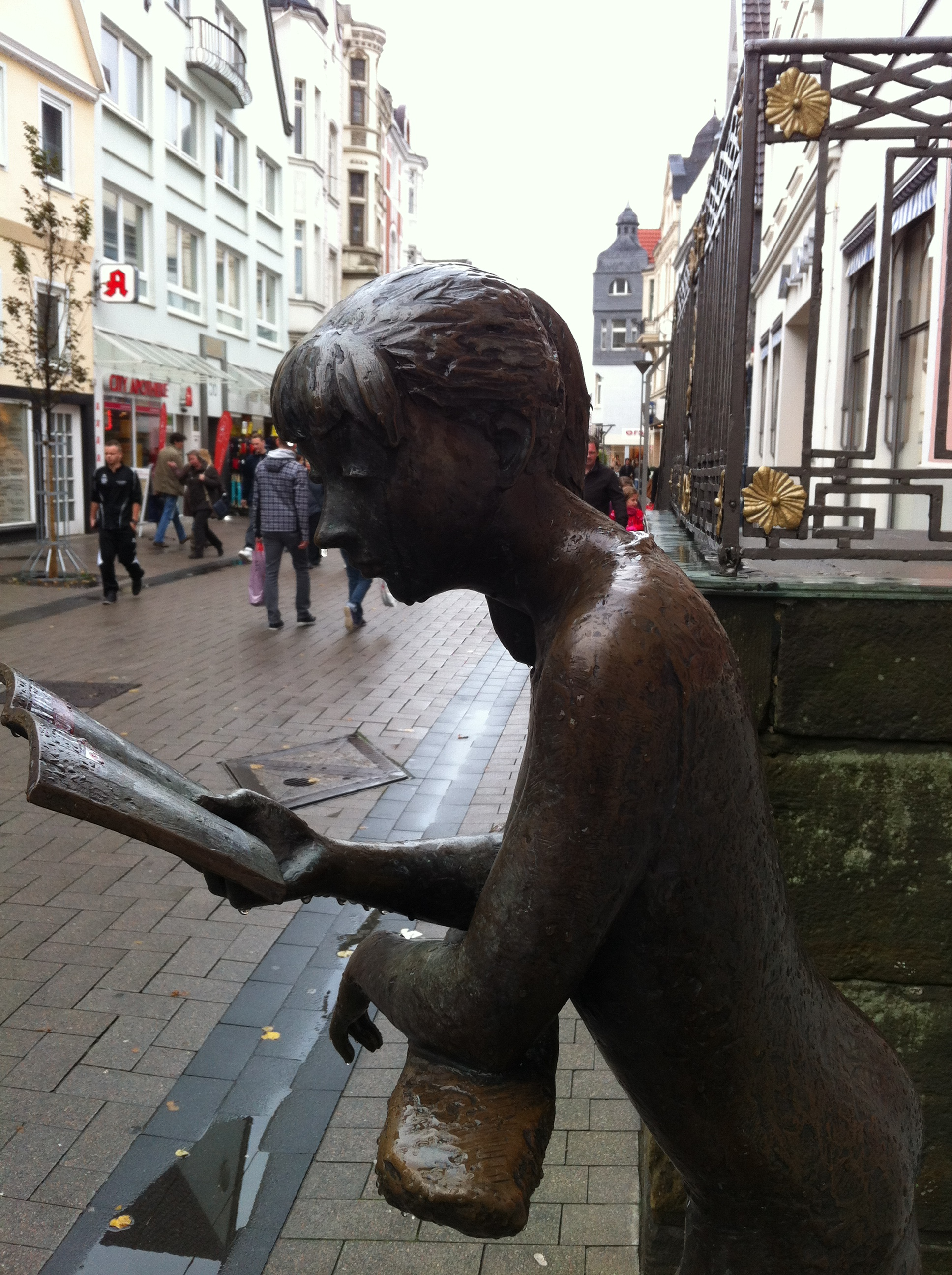
Skulptur Die Lesende II auf der Langen Straße in Lippstadt

Jürgen Ebert (* 1954 in Bocholt) ist ein deutscher Bildhauer, der seine Arbeiten überwiegend in Bronze fertigt. Etliche seiner Werke befinden sich im öffentlichen Raum. Er arbeitet überwiegend gegenständlich, aber auch abstrakt.

## Leben
Ebert, ein Sohn einer Künstlerfamilie, verbrachte seine Schulzeit in seiner Heimatstadt. Danach studierte er von 1973 bis 1976 Bildhauerei an der staatlichen Bildhauerschule in Oberammergau und erlernte dort die klassische Holzbildhauerei. Anschließend setzte er seine Ausbildung von 1976 bis 1982 an der Akademie der Künste in München fort. Geprägt wurde die Arbeit Eberts durch Erich Koch, in dessen Klasse er aufgenommen wurde. Auch Hans Wimmer und der Bildhauer Elmar Dietz beeinflussten ihn nachhaltig.
Nach Erlangung des Diploms kehrte er nach Bocholt zurück und arbeitet dort seit den 1980er Jahren als freischaffender Bildhauer. Sein Schwerpunkt liegt auf der Darstellung von Figurengruppen, die in Bronze gegossen werden.

## Arbeiten im öffentlichen Raum (Auswahl)
- 2020 Bronzeskulptur Hl. Franziskus", Uedem
- 2020 Bronzeskulptur "Hengstgruppe", Zürich Thalwil, CH
- 2020 Bronzeskulptur "Sich Zeit nehmen", Anne Ehl Stiftung, Andernach
- 2020 Skulpturengruppe "Zwiegespräch", Anne Ehl Stiftung, Andernach
- 2020 Skulpturengruppe "Freundschaft verbindet", Anne Ehl Stiftung, Andernach
- 2019 Skulpturengruppe "Vertrauen verbindet", Zürich Thalwil, CH
- 2019 Denkmal "Wiedervereinigung", Dessau-Roßlau
- 2017 "Paul Gauselmann" Schloss Benkhausen, Espelkamp
- 2016 Skulpturengruppe "Tanzende Kinder", Volksbank Westenholz
- 2016 Bronzeskulptur "La Linea" Resort Mark Brandenburg, Neuruppin
- 2016 Denkmal "Johann Borgers", Bocholt
- 2016 "Leon Melchior", Domain Zangersheide, BE Lanaken
- 2013 Denkmal „Emil Rittershaus“, Menden (Sauerland)

- 2012 „Freundschaft verbindet“, Rees

Bronzeskulptur „Lesende“, Rheine
- 2010/2011 Denkmal „Heinrich Reisner“, Haus der Technik, Essen

- 2009/2011 „Aus der Erfahrung von Gestern – Wissen von Heute – für die Lösungen von Morgen“, Edelstahl-Bronzeobjekt Fa. Remondis, Lünen

- 2009/2010 „Partnerschaft“, (2. Fassung) BEW Bocholt

- 2009/2010 „Fossor“, Fa. Holemans Rees

- 2007/2010 „Aus der Erfahrung von Gestern – Wissen von Heute – für die Lösungen von Morgen“, Edelstahl-Bronzeobjekt, Fa. Lobbe, Iserlohn

- 2008/2009 Bronzeskulptur „Bewahrendes“, Madlitz/Frankfurt (Oder)

- 2008 Denkmal „Pfarrer Heinrich Velthuysen“, Haffen-Mehr

- 2007 Denkmal „L. Melchior“, BE Lanaken

- 2006 Skulpturengruppe „Heiliger Hubertus“, Kevelaer

Bronzeskulptur „Sich Zeit nehmen“, Rees
Denkmal “Dr. Leo Pünnel”, Rees Groin
- 2005 Denkmal „Karl Leisner“, Rees

- 2004 Skulpturengruppe „Der Brief“, Stadtlohn

Skulpturengruppe „Offenheit und Vertrauen“, Geseke
- 2003 Bronzeskulptur „Sitzender Junge“, Rheine

Bronzeskulptur „Lesende“, Gronau (Westfalen)
- 2002 Skulpturengruppe „Das Zwiegespräch“ (2. Fassung) Rees

Bronzeskulptur „Der Schmuggler“ NL Dinxperlo,
- 2001 Skulpturengruppe „Wenn die Ziege mit den Kindern…“ NL Vriezenveen (Gemeinde Twenterand)

Skulpturengruppe „Auf der Lauer“ NL Vriezenveen
Bronzeskulptur „Soll ich oder soll ich nicht…“ NL Vriezenveen
Skulpturengruppe „Frau mit Jück“ Herbern
- 2000 Bronzeskulptur „Die Muse der Kunst“, Bocholt

"Bronzeskulptur „Der Chemiker“, Gronau
- 1998/2000 Skulpturengruppe „Geld im Wandel der Zeit“, Brakel

- 1999 „Hengstgruppe“,NL Geesteren

- 1997 Bronzeskulptur „Lesende II“, Lippstadt

Skulpturengruppe „Zeit nehmen“, Lippstadt
- 1996/97 Figurengruppe „Wenn der Zöllner mit dem Schmuggler…“, Suderwick

- 1996 Skulpturengruppe „Die Widerspenstige“, Dülmen
- 1996 Skulpturengruppe "Dorfklatsch", Werl

- 1995 Kontrabassspieler, Kamp-Lintfort

Tiergruppe „Rausche“, Ascheberg
Mahnmal der Stadt Dülmen, 22./23. März 1945, Dülmen
- 1994/95 Bronzeskulptur „Fürstin Pauline zur Lippe“,

Kurpark Bad Meinberg
- 1994 Bronzeskulptur „Lebenskreis“, Steinfurt

- 1993/94 "Kinderbrunnen", Stadtlohn

- 1993 Bronzeskulptur „Lesende“, Rheine

- 1992/93 Figurengruppe „Natz von Dülmen“, Dülmen

- 1991/92 Figurengruppe „Wasserspritzer“, Münster

- 1991 Figurengruppe „Widerspenstige“, Werne

Figurengruppe „Zwiegespräch“, Rheine
- 1990 Figurengruppe „Von Frau zu Frau“, Vreden

- 1989/90 Brunnenanlage „Glücksquelle“, Münster-Handorf

- 1989 Figurengruppe „Vis à vis“, Bocholt

Figurengruppe „Vorlesende“, Stadtlohn
- 1988 Figurengruppe „Flüsternde“, Kurpark Bad Sassendorf

Brunnenanlage „Flirt“, Kreislehrgarten Steinfurt
- 1987 Brunnenanlage „Zwiegespräch“, Münster-Rinkerode

Mahnmal der Stadt Bocholt, Bocholt
"Ballstele", Bronze,  Bocholt
- 1986 Brunnenskulptur „Kampfhähne“, Vreden